# コンスタンティン (ヘッセン＝ローテンブルク方伯)
コンスタンティン（Konstantin von Hessen-Rotenburg, 1716年5月24日 - 1778年12月30日）は、ヘッセン＝ローテンブルク方伯（在位：1749年 - 1778年）。ヘッセン＝ローテンブルク方伯エルンスト2世レオポルトとその妻のエレオノーレ・ツー・レーヴェンシュタイン＝ヴェルトハイム＝ロシュフォールの間の4男として生まれ、兄達の早世により後継者となった。
1755年、分家筋のヘッセン＝ヴァンフリート＝ラインフェルス方伯クリスティアンが後継者のないまま死ぬと、1648年以来長く分裂状態にあったヘッセン＝カッセル方伯領の分封領「ローテンブルガー・クヴァルト（Rotenburger Quart）」を統合した。

## 子女
1745年、オーストリア貴族のシュターレンベルク伯爵夫人マリア・エーファ・ゾフィーと結婚した。ゾフィーはナッサウ＝ジーゲン侯ヴィルヘルム・ヒアツィントの未亡人だった。夫妻は5男6女の11人の子女をもうけたが、ゾフィーは1773年に亡くなった。
- カール・エマヌエル（1746年 - 1812年） - ヘッセン＝ローテンブルク方伯
- クレメンティーネ（1747年 - 1813年）
- ヘートヴィヒ（1748年 - 1801年） - 1766年、ブイヨン公爵ジャック＝レオポール・ド・ラ・トゥール・ドーヴェルニュと結婚
- アロイス（1749年）
- クリスティアン（1750年 - 1782年）
- カール・コンスタンティン（1752年 - 1821年）
- アントニア（1753年 - 1823年）
- ヴィルヘルミーネ（1755年 - 1816年）
- レオポルディーネ（1756年 - 1761年）
- エルンスト（1758年 - 1784年）
- フリーデリケ（1760年）

1775年にフランス貴族のジャンヌ・ド・ボンベル伯爵夫人と再婚したが、間に子供は出来なかった。
| コンスタンティン (ヘッセン＝ローテンブルク方伯) ヘッセン＝ローテンブルク方伯家 1716年5月24日 - 1778年12月30日 |                                              |                         |
| ドイツの君主                                                                                                  |                                              |                         |
| 先代 エルンスト2世レオポルト                                                                                  | ヘッセン＝ローテンブルク方伯 1749年 - 1778年 | 次代 カール・エマヌエル |